# Straßenbahn Istanbul
In der türkischen Metropole Istanbul gibt es fünf unterschiedliche Straßenbahn- und Stadtbahn-Systeme. Jedes System besteht aus einer einzelnen unverzweigten Strecke und wird von einer Linie bedient. Die Systeme bzw. Linien T1, T2, T4 und T5 befinden sich im europäischen Teil der Stadt, die T3 im asiatischen Teil. Eine weitere Strecke im europäischen Teil ist seit März 2024 in Bau, eine weitere im asiatischen Teil seit Dezember 2024.
Insgesamt haben die Systeme eine Streckenlänge von 46,5 Kilometern. Nur zwischen der T1 und der T4 gibt es eine Gleisverbindung. Direkte Umsteigemöglichkeiten gibt es zwischen der T1 und der T4 sowie zwischen der T1 und der T5. Das erste der bestehenden Systeme, die heutige T2, wurde Ende 1990 eröffnet. Zuvor hatte es in der Stadt bereits von 1871 bis 1966 mit einer einjährigen Unterbrechung Straßenbahnen gegeben.

## Geschichte
Am 30. August 1869 wurde ein Vertrag zur Errichtung einer Pferdestraßenbahn im europäischen Teil der Stadt abgeschlossen. Der Betrieb wurde für 40 Jahre an die Firma Dersaadet Tramway Establishment vergeben. Am 31. Juli 1871 nahm sie auf vier Linien den Betrieb auf. Diese verliefen zwischen Azapkapı, Galata, Aksaray, Yedikule, Topkapı und Eminönü. Im ersten Betriebsjahr wurden mit 430 Pferden 4,5 Millionen Fahrgäste befördert. Das Netz wurde weiter ausgebaut. 1912 endete der Betrieb, weil das Militär des Osmanischen Reichs die Pferde für die Balkankriege kaufte. Dadurch erfolgte in Istanbul für mehr als ein Jahr kein Straßenbahnbetrieb.
Am 16. August 1913 nahm schließlich die elektrische Straßenbahn im europäischen Teil der Stadt den Betrieb auf. Im Juni 1939 wurde der Betrieb an die Stadt Istanbul übertragen. Am 12. August 1961 wurde das System stillgelegt. Seit dem 8. Juni 1928 gab es jedoch auch im asiatischen Teil der Stadt, in Üsküdar, eine elektrische Straßenbahn. Dieses System wurde erst einige Jahre nach dem europäischen am 14. November 1966 stillgelegt. Einige Fahrzeuge dieser Systeme wurden im Museum der Betreibergesellschaft İstanbul Elektrik Tramvay ve Tünel (İETT) aufbewahrt und schließlich 1990 für die Nostalgiestraßenbahn auf der İstiklal Caddesi (heutige T2) aufgearbeitet.

## T1 und ehemalige T2 (Moderne Straßenbahn)
Die T1 ist eine mit Niederflurwagen bediente normalspurige Straßenbahn, deren erster Abschnitt am 13. Juni 1992 eröffnet wurde. Ursprünglich war sie wie die T4 mit Hochbahnsteigen ausgeführt und wurde mit Hochflurwagen betrieben. Ein 2006 eröffneter Abschnitt im Westen wurde bis 2011 von einer eigenen Linie T2 bedient. Damals trug die heutige T2 noch eine andere Bezeichnung.

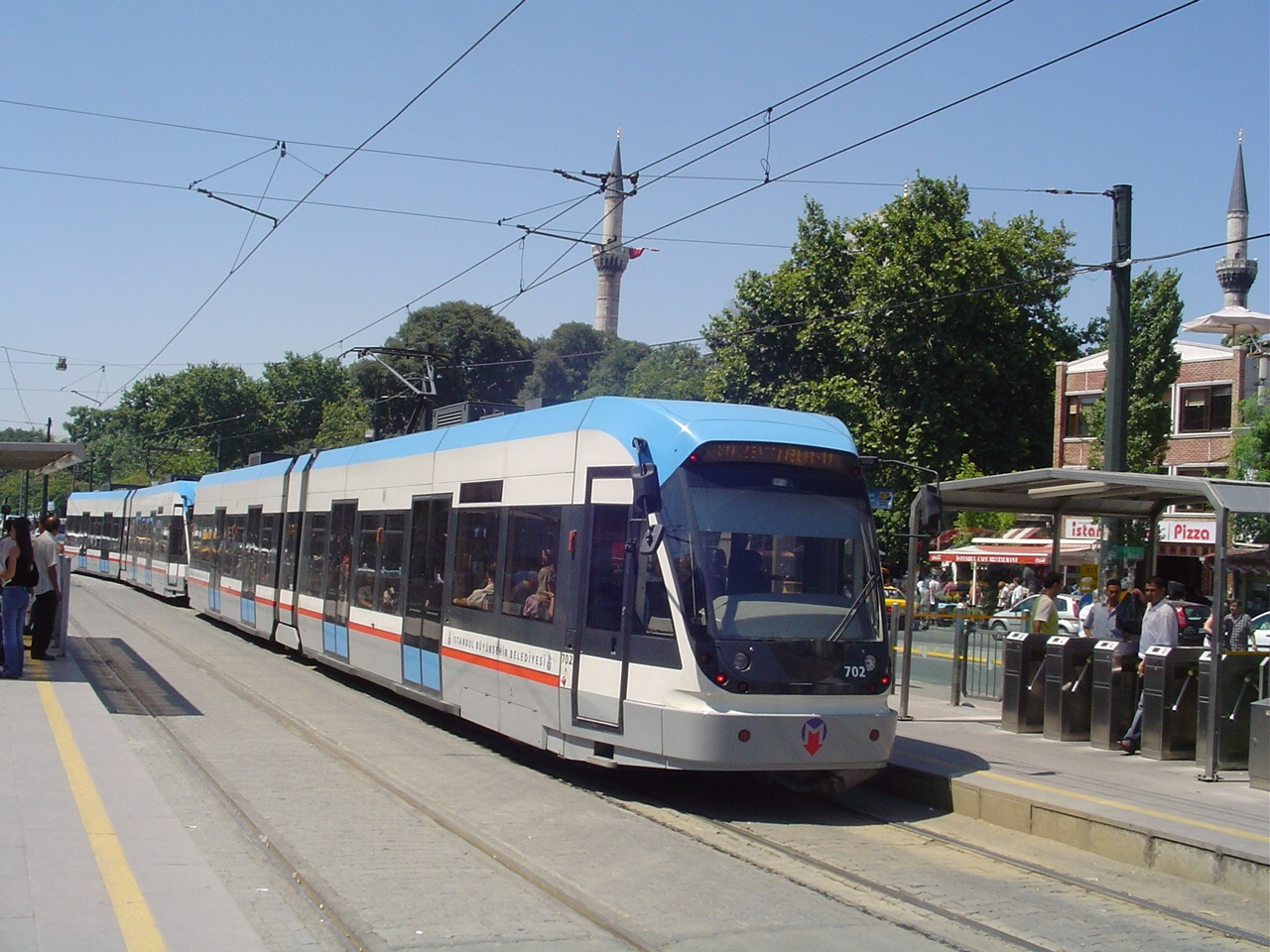
Doppeltraktion des Typs Flexity Swift auf Linie T1
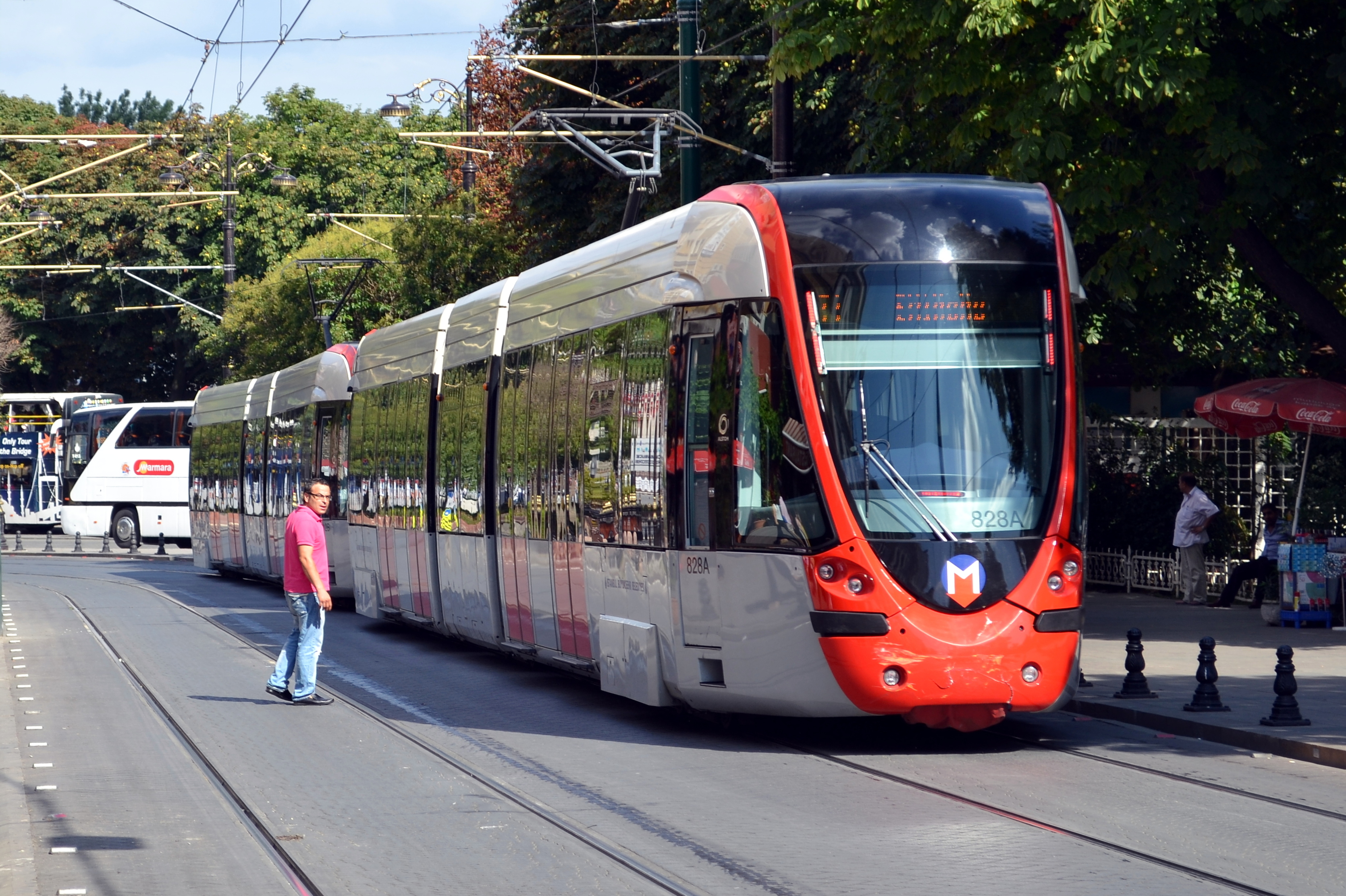
Doppeltraktion des Typs Citadis 304 auf Linie T1

## T2 (Nostalgiestraßenbahn)

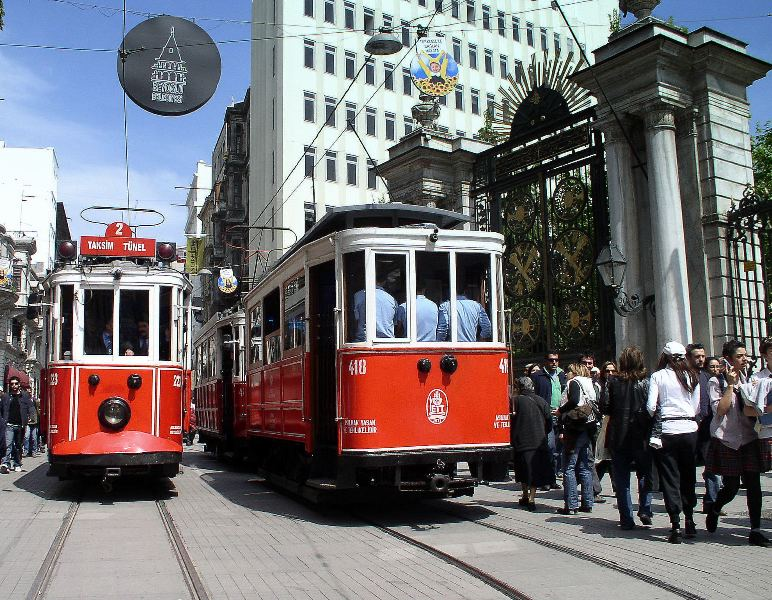
Betrieb der Nostalgiestraßenbahn mit originalen Trieb- und Beiwagen (2007)

Die Linie T2 ist eine eingleisige, meterspurige Nostalgiestraßenbahn mit einer 1,4 Kilometer langen Strecke über die İstiklal Caddesi zwischen dem Taksim-Platz und der Bergstation der Standseilbahn Tünel (F2). An beiden Enden bestehen Umstiegsmöglichkeiten zur U-Bahn-Linie M2, am Taksim-Platz außerdem zur Standseilbahn F1. Sie wurde am 29. Dezember 1990 eröffnet und folgt vollständig dem Verlauf bereits früher vorhandener Strecken. Die Endhaltestelle Tünel ist mit einem Umsetzgleis angelegt, an der Zwischenhaltestelle Galatasaray Lisesi gibt es eine Ausweiche und an der Endhaltestelle Taksim eine Wendeschleife. Der Betriebshof befindet sich in der Nähe des Taksim-Platzes. Im Gegensatz zu den anderen Straßen- und Stadtbahnsystemen wird die T2 von der İETT und nicht von İstanbul Ulaşım betrieben.
Ursprünglich wurde die Linie mit historischen Fahrzeugen (3 Triebwagen, 2 Beiwagen) der früheren elektrischen Straßenbahnen betrieben, die in der Zwischenzeit im Museum der İETT aufbewahrt worden waren. Mit Stand April 2024 war für den Betrieb der T2 neben nun vier originalen Triebwagen ein zum Beiwagen umgebauter DDR-Rekowagen vorhanden. Originale Beiwagen wurden dagegen nicht mehr eingesetzt.
| Nummer | Hersteller      | Typ         | Baujahr | 1. Einsatzgebiet              | 2. Einsatzgebiet                      | im İETT-Museum ab | auf T2 ab | Umbau zu Beiwagen |
| ------ | --------------- | ----------- | ------- | ----------------------------- | ------------------------------------- | ----------------- | --------- | ----------------- |
| 34     | Raw Schöneweide | Reko TZ70/1 | 1973    | Straßenbahn Jena              | ab 2003: Straßenbahn Istanbul (T3)    |                   | 2010      | 2020              |
| 47     | Franco-Belge    |             | 1913    | Straßenbahn Istanbul (Europa) | ab 1961: Straßenbahn Istanbul (Asien) | 1967              | 1990      |                   |
| 115    | Franco-Belge    |             | 1914    | Straßenbahn Istanbul (Europa) | ab 1961: Straßenbahn Istanbul (Asien) | 1967              | 1998      |                   |
| 223    | Franco-Belge    |             | 1926    | Straßenbahn Istanbul (Asien)  |                                       | 1967              | 1990      |                   |
| 410    | Franco-Belge    |             | 1913    | Straßenbahn Istanbul (Europa) | ab 1961: Straßenbahn Istanbul (Asien) | 1967              | 1990      |                   |

2024 wurden jedoch akkubetriebene Neufahrzeuge in historischem Erscheinungsbild als Ersatz der historischen Fahrzeuge beschafft. Diese sind so gebaut, dass das zuvor häufig praktizierte Trittbrettfahren unterbunden wird.

## T3 (Nostalgiestraßenbahn)
Nach dem Erfolg der Nostalgiestraßenbahn auf europäischer Seite gab es auch auf asiatischer Seite Interesse an einer solchen. Es entstand eine 2,6 Kilometer lange, ebenfalls meterspurige Ringstrecke durch Kadıköy, die am 1. November 2003 eröffnet wurde. Sie folgt ungefähr zur Hälfte dem Verlauf einer bereits früher vorhandenen Strecke, auf welcher die Linie 20 verkehrte. Anfangs wurde die Strecke in beiden Richtungen befahren, inzwischen verkehrt die heute als T3 bezeichnete Linie jedoch nur noch rechtsdrehend. Es wird täglich tagsüber ein Zehn-Minuten-Takt angeboten. Es besteht eine Umsteigemöglichkeit zur U-Bahn-Linie M4 an deren Endstation Kadıköy. Der Betriebshof befindet sich im Westen des Rings an der Haltestelle Damga Sokak.
Im Gegensatz zur T2 wurden nie originale Istanbuler Fahrzeuge eingesetzt, sondern von deutschen Betrieben Gothawagen T57 und Rekowagen übernommen. An den Fahrzeugen wurden verschiedene Umbauten vorgenommen, so dass sich beispielsweise der Fahrgastraum deutlich vom Originalzustand unterscheidet. Einige Fahrzeuge wurden auch an andere Systeme abgegeben, beispielsweise die T3 der Straßenbahn Bursa. Statt der T3 zeigen die Fahrzeuge die Liniennummer 20 an.
| Nummer | Hersteller          | Typ         | Baujahr | in Istanbul ab | vorherige Einsatzgebiete          |
| ------ | ------------------- | ----------- | ------- | -------------- | --------------------------------- |
| 202    | VEB Waggonbau Gotha | T57         | 1958    | 2003           | Straßenbahn Jena                  |
| 203    | Raw Schöneweide     | Reko TZ70/1 | 1975    | 2003           | Straßenbahn Schöneiche bei Berlin |
| 205    | VEB Waggonbau Gotha | T57         | 1958    | 2006           | Straßenbahn Jena                  |
| 208    | VEB Waggonbau Gotha | T57         | 1959    | 2006           | unterschiedliche Angaben          |
| 209    | VEB Waggonbau Gotha | T57         | 1957    | 2011           | unterschiedliche Angaben          |
| 210    | Raw Schöneweide     | Reko TZ70/1 | 1975    | 2011           | Straßenbahn Schöneiche bei Berlin |

## T4 (Stadtbahn)
Die T4 ist eine Stadtbahn mit Hochbahnsteigen und Hochflurfahrzeugen, deren erster Abschnitt am 10. September 2007 eröffnet wurde.

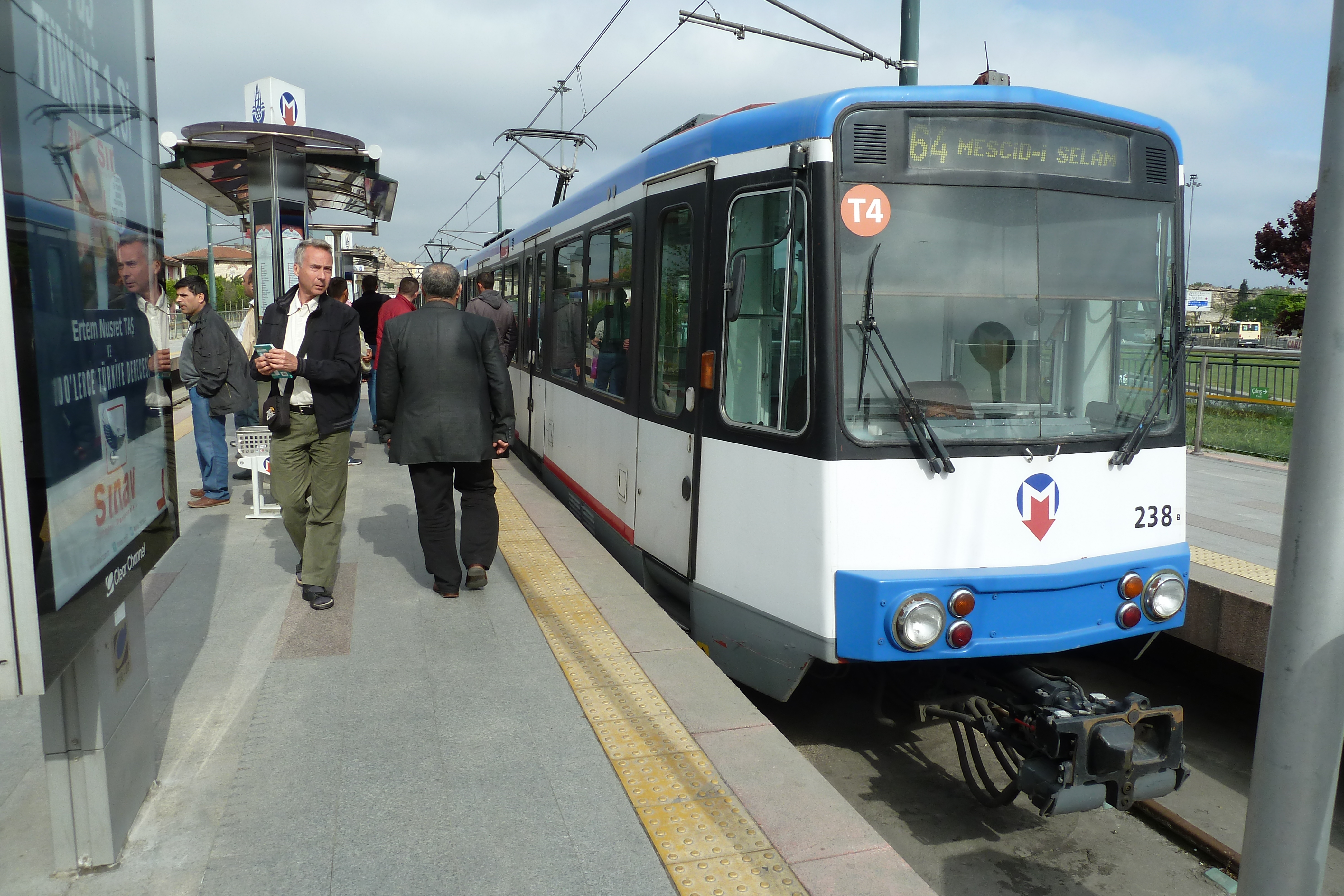
Ehemals Kölner Stadtbahnwagen Typ B auf Linie T4
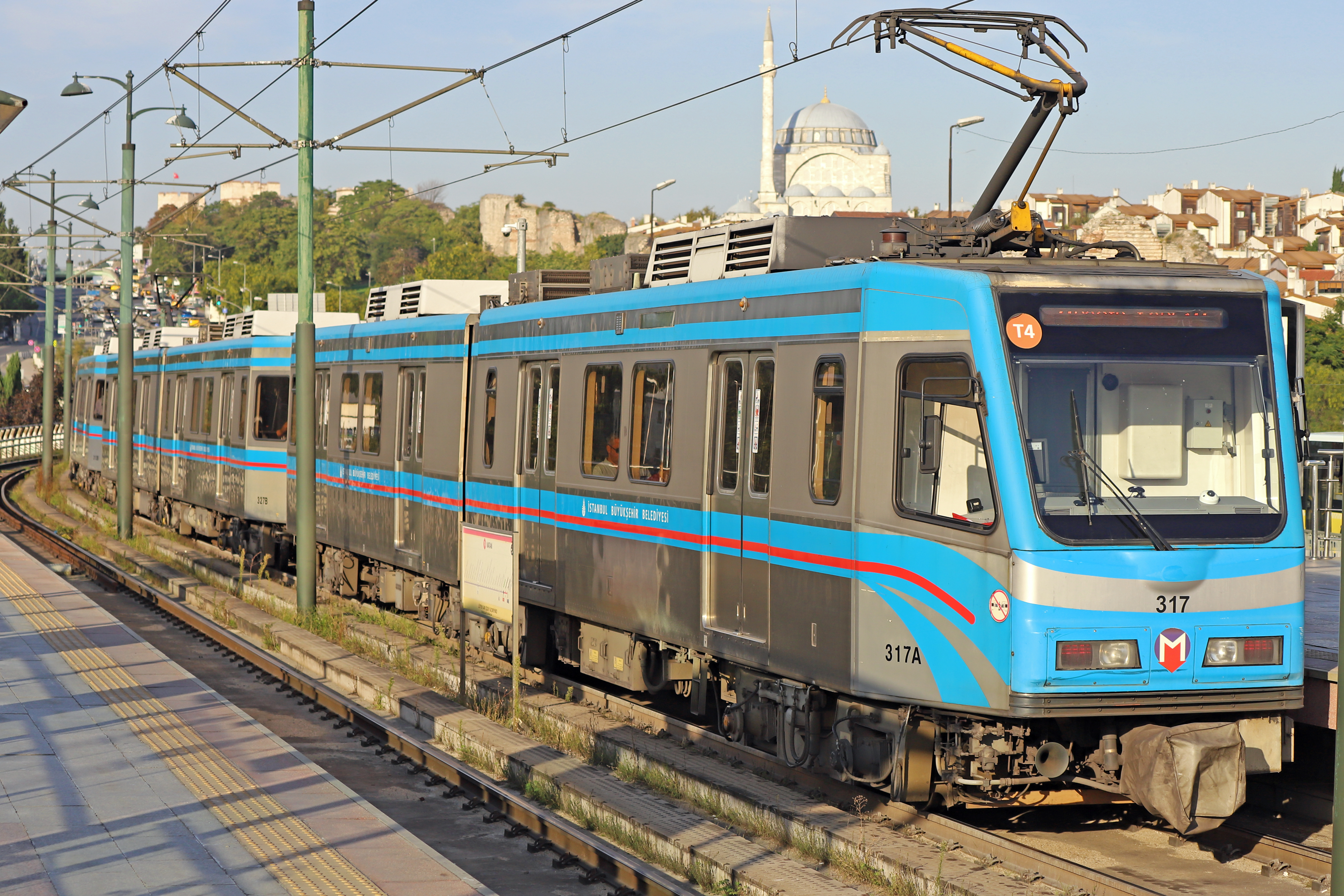
Fahrzeuge von Hyundai Rotem auf Linie T4
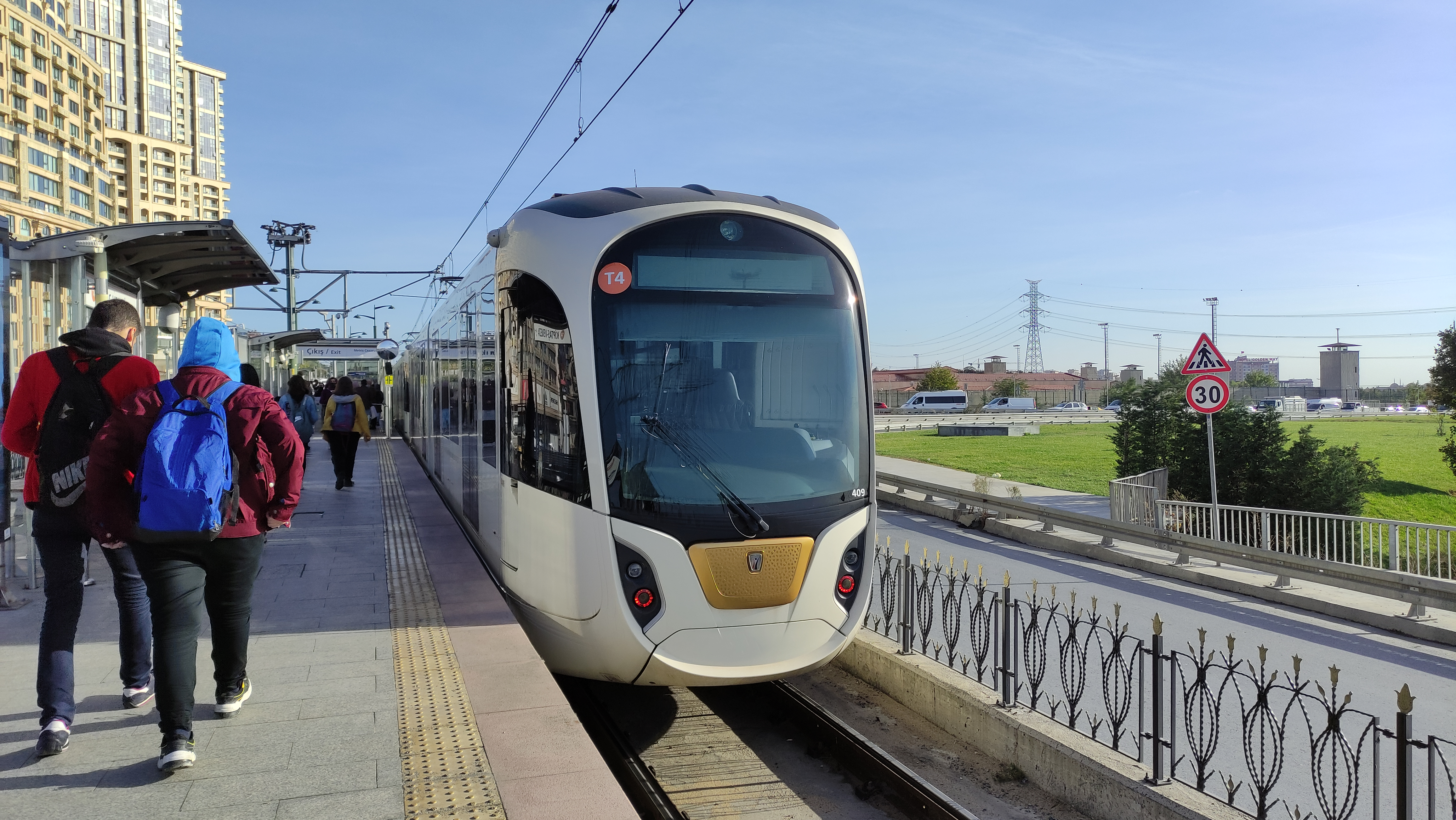
Eigenbau-Stadtbahnfahrzeug auf Linie T4

## T5 (Moderne Straßenbahn)
Die T5 ist eine mit Niederflurwagen bediente normalspurige Straßenbahn, deren erster Abschnitt (Cibali – Alibeyköy Cep Otogari) am 4. Januar 2021 eröffnet wurde. Dieser ist 9,0 Kilometer lang und verläuft hauptsächlich entlang des Goldenen Horns. An der Haltestelle Alibeyköy Metro besteht eine Umsteigemöglichkeit zur U-Bahn-Linie M7 und an der Haltestelle Eyüpsultan Teleferik zur Luftseilbahn TF2. Am 30. August 2023 folgte eine 1,1 Kilometer lange Verlängerung entlang des Goldenen Horns von Cibali nach Eminönü, wo eine Umsteigemöglichkeit zur T1 besteht, trotz gleicher Spurweite jedoch keine Gleisverbindung. An der neuen Zwischenhaltestelle Küçükpazar kann außerdem zur U-Bahn-Linie M2 an deren Station Haliç umgestiegen werden. Der Betriebshof befindet sich nahe der Endhaltestelle Alibeyköy Cep Otogari.
Auf der gesamten Strecke außerhalb des Betriebshofs wird statt einer Oberleitung das Stromschienensystem Alimentation par le sol (APS) von Alstom verwendet, um das Stadtbild nicht zu beeinträchtigen. Dennoch wurden als Erstausstattung keine von Alstom gebauten Fahrzeuge beschafft, sondern 30 fünfteilige Multigelenkwagen des Typs Panorama des türkischen Herstellers Durmazlar. Ihre Auslieferung erfolgte 2020 und 2021. In der Nebenverkehrszeit wird die T5 alle fünf bis acht Minuten bedient. Auch Doppeltraktionen kommen zum Einsatz.

## T6 (Stadtbahn, nicht umgesetzt)
2013 ging wegen des Marmaray-Tunnels ein Teil der Bahnstrecke İstanbul Sirkeci–Swilengrad außer Betrieb. Es war geplant, diesen zur Stadtbahn T6 umzubauen. Schließlich wurde er jedoch für eingleisigen S-Bahn-Betrieb umgebaut. 2024 nahm darauf die Linie U3 den Betrieb auf. İstanbul Ulaşım führt diese von Türkiye Cumhuriyeti Devlet Demiryolları (TCDD) betriebene Linie dennoch weiterhin als Straßenbahn T6 auf dem Netzplan.

## T7 (in Bau)
Am 25. März 2024 begann der Bau einer 3,1 Kilometer langen Strecke zwischen der Haltestelle Feshane der T5 und der Station Bayrampașa Meydan. An der Station Demirkapı kreuzt sie die T4 und an der Station Bayrampașa Maltepe die U-Bahn M1.

## Üsküdar–Kadıköy–Maltepe (in Bau)
Seit Dezember 2024 ist eine 21 Kilometer lange Strecke im asiatischen Teil Istanbuls in Bau. Der Endpunkt in Üsküdar liegt an einem Endpunkt der U-Bahn-Linie M5. Der andere Endpunkt liegt in Maltepe. Die Strecke verläuft grob entlang der Mittelmeerküste über Kadıköy. Im Streckenverlauf mit 33 Haltestellen entstehen Umsteigemöglichkeiten zu den U-Bahn-Linien M4, M8 und M12 sowie zur Straßenbahnlinie T3.

## Esenler–Davutpasa (geplant)
Im europäischen Teil ist eine weitere, 2,2 Kilometer lange Strecke geplant. Als einzige Umsteigemöglichkeit zu einem anderen Schienenverkehrsmittel soll sie an ihrem nördlichen Ende an die Station Menderes der U-Bahn-Linie M1B anknüpfen.